# Säsong 3 av Teenage Mutant Ninja Turtles (2003)
Säsong 3 av Teenage Mutant Ninja Turtles (2003) är seriens tredje säsong.

## Lista över avsnitt
| Nr |  | Titel                       |  | Regissör    | Manus            |  |  | Originalvisning  |  | TV-kod |  |  |
| --- |  | --------------------------- |  | ----------- | ---------------- |  |  | ---------------- |  | ------ |  |  |
| 53 |  | "Space Invaders Part One"   |  | Roy Burdine | Dean Stefan      |  |  | 9 oktober 2004   |  |        |  |  |
| I sitt sökande efter Honeycutt går triceratonerna till anfall mot Jorden. Sköldpaddorna ger sig in i striden, och April och Casey Jones tillfångatas och tas till Central Park. Sköldpaddorna lyckas rädda dem, men snart tas Donatello till fånga. Titelreferens: Space Invaders                                                                                       |  |                             |  |             |                  |  |  |                  |  |        |  |  |
| 54 |  | "Space Invaders Part Two"   |  | Roy Burdine | Eric Luke        |  |  | 16 oktober 2004  |  |        |  |  |
| Donatello förs ombord på triceratonernas moderskepp, och blir utfrågad om professor Honeycutt. Triceratonerna lyfter upp Peking i Jordens stratosfär, där den försätts i svävande tillstånd. Justice Force sätts in, men står chanslösa. Övriga sköldpaddor stjäl snart ett rymdskepp från triceratonerna, och tar sig till moderskeppet. Titelreferens: Space Invaders |  |                             |  |             |                  |  |  |                  |  |        |  |  |
| 55 |  | "Space Invaders Part Three" |  | Roy Burdine | Marty Isenberg   |  |  | 23 oktober 2004  |  |        |  |  |
| Sköldpaddorna och en grupp upproriska triceratoner ledda av Traximus ger sig av för att leta efter Donatello, och stoppa triceratonernas invasion av Jorden. Snart visar det sig att Fugitoid inte finns på Jorden, men mot slutet av avsnittet återvänder han dit. Titelreferens: Space Invaders                                                                       |  |                             |  |             |                  |  |  |                  |  |        |  |  |
| 56 |  | "Worlds Collide Part One"   |  | Roy Burdine | Ben Townsend     |  |  | 30 oktober 2004  |  |        |  |  |
| Fugitoid har raderat all information om teleporten på sin hårddisk. Titelreferens: When Worlds Collide |  |                             |  |             |                  |  |  |                  |  |        |  |  |
| 57 |  | "Worlds Collide Part Two"   |  | Roy Burdine | Marty Isenberg   |  |  | 6 november 2004  |  |        |  |  |
| Agent Bishop tar sköldpaddorna och professor Honeycutt tillfånga. Fugitoid överlämnar Honeycutt till general Blanque, medan Bishop utsätter sköldpaddorna för livshotande experiment. Titelreferens: When Worlds Collide |  |                             |  |             |                  |  |  |                  |  |        |  |  |
| 58 |  | "Worlds Collide Part Three" |  | Roy Burdine | Eric Luke        |  |  | 13 november 2004 |  |        |  |  |
| Splinter, April och Casey Jones radar sköldpaddorna och Leatherhead från Bishop, och ger sig av för att leta efter Fugitoid. Samtidigt angriper rebellerna ledda av Traximus triceratonernas ledare, och Fugitoid försöker få slut på striden mellan triceratonerna och D'Hoonib-federationen. Titelreferens: When Worlds Collide                                       |  |                             |  |             |                  |  |  |                  |  |        |  |  |
| 59 |  | "Touch and Go"              |  | Roy Burdine | Michael Ryan     |  |  | 20 november 2004 |  |        |  |  |
| Raphael jagas genom gränderna i New York City av en ilsken folkhop. Samtidigt måste Michelangelo och Splinter bekämpa två superstarka skurkar. |  |                             |  |             |                  |  |  |                  |  |        |  |  |
| 60 |  | "Hunted"                    |  | Roy Burdine | Ben Townsend     |  |  | 27 november 2004 |  |        |  |  |
| En jägare genomsöker avloppen, där det ryktas att det finns en stor krokodil. Jägaren stöter på Leatherhead. |  |                             |  |             |                  |  |  |                  |  |        |  |  |
| 61 |  | "Hate"                      |  | Roy Burdine | Marty Isenberg   |  |  | 4 december 2004  |  |        |  |  |
| Sköldpaddorna stöter på en grupp personer som försöker spränga New York City med en atombomb, eftersom de menar att det finns utomjordingar där. |  |                             |  |             |                  |  |  |                  |  |        |  |  |
| 62 |  | "Nobody's Fool"             |  | Roy Burdine | Greg Johnson     |  |  | 11 december 2004 |  |        |  |  |
| Leonardo och Michelangelo stöter på den mystiske, maskerade, brottsbekämparen Nobody. |  |                             |  |             |                  |  |  |                  |  |        |  |  |
| 63 |  | "New Blood"                 |  | Roy Burdine | Marty Isenberg   |  |  | 22 januari 2005  |  |        |  |  |
| Sköldpaddorna undersöker ett av triceratonernas rymdskepp, som fallit i Hudsonfloden efter triceratonernas invasion. Där upptäcker de tre livsfarliga robotar skapade av vetenskapsmannen Dr. Chaplin. |  |                             |  |             |                  |  |  |                  |  |        |  |  |
| 64 |  | "The Lesson"                |  | Roy Burdine | Michael Ryan     |  |  | 18 december 2004 |  |        |  |  |
| April ber sköldpaddorna att träna henne i kampsport, och sköldpaddorna berättar om när de själva var yngre och försökte träna en ung pojke. |  |                             |  |             |                  |  |  |                  |  |        |  |  |
| 65 |  | "The Christmas Aliens"      |  | Roy Burdine | Michael Ryan     |  |  | 25 december 2004 |  |        |  |  |
| Julen stundar, och Michelangelo försöker förhindra Purple Dragons från att stjäla leksaker från lastbil, vilka var tänkta att skickas till ett barnhem. Under äventyret stöter han på vildkatten Klunk, som han tar till husdjur. I sköldpaddornas gömställe bjuder Splinter in deras vänner till julfest. Titelreferens: The Christmas Aliens                          |  |                             |  |             |                  |  |  |                  |  |        |  |  |
| 66 |  | "The Darkness Within"       |  | Roy Burdine | Ben Townsend     |  |  | 29 januari 2005  |  |        |  |  |
| Angel ber sköldpaddorna att hjälpa henne leta efter hennes bror, som försvunnit efter att ha utforskat tunnlarna under en gammal herrgård. |  |                             |  |             |                  |  |  |                  |  |        |  |  |
| 67 |  | "Mission of Gravity"        |  | Roy Burdine | Marty Isenberg   |  |  | 5 februari 2005  |  |        |  |  |
| Karai ber sköldpaddorna om hjälp för att få ner Peking på Jordytan igen. |  |                             |  |             |                  |  |  |                  |  |        |  |  |
| 68 |  | "The Entity Below"          |  | Roy Burdine | Greg Johnson     |  |  | 12 februari 2005 |  |        |  |  |
| När Donatellos kristaller börjar glöda, måste sköldpaddorna återigen ta sig ner till den underjordiska staden. |  |                             |  |             |                  |  |  |                  |  |        |  |  |
| 69 |  | "Time Travails"             |  | Roy Burdine | Bob Forward      |  |  | 19 februari 2005 |  |        |  |  |
| Tidsmästaren Renet skickar sköldpaddorna på ett äventr i tiden för att stoppa trollpackan Savanti Remaro kommit lös. |  |                             |  |             |                  |  |  |                  |  |        |  |  |
| 70 |  | "Hun on the Run"            |  | Roy Burdine | Michael Ryan     |  |  | 26 februari 2005 |  |        |  |  |
| När Shredder skickar Karai för att återta ett utomjordiskt fragment, som förvaras av amerikanska staten tas hon tillfånga av Agent Bishop som erbjuder henne i utbyte mot all utomjordisk teknik som Shredder själv innehar. |  |                             |  |             |                  |  |  |                  |  |        |  |  |
| 71 |  | "Reality Check"             |  | Roy Burdine | Christopher Yost |  |  | 5 mars 2005      |  |        |  |  |
| Ultimate Daimyos son och Drako dyker upp i sköldpaddornas gömställe och skickar dem till olika platser i tid och rum. Michelangelo hamnar på Jorden i ett parallellt universum, där sköldpaddorna är superhjältar och Splinter skurken. |  |                             |  |             |                  |  |  |                  |  |        |  |  |
| 72 |  | "Across the Universe"       |  | Roy Burdine | Greg Johnson     |  |  | 12 mars 2005     |  |        |  |  |
| Raphael hamnar i ett utomjordiskt motorcykellopp. Avsnittet är en crossover med Peter Lairds och Jim Lawsons serie Planet Racers. |  |                             |  |             |                  |  |  |                  |  |        |  |  |
| 73 |  | "Same as It Never Was"      |  | Roy Burdine | Michael Ryan     |  |  | 19 mars 2005     |  |        |  |  |
| Donatello hamnar i en dystopisk framtid, där Shredder härskar över ett totalitärt samhälle. |  |                             |  |             |                  |  |  |                  |  |        |  |  |
| 74 |  | "The Real World Part One"   |  | Roy Burdine | Christopher Yost |  |  | 26 mars 2005     |  |        |  |  |
| Leonardo hamnar på Jorden i ett parallellt universum där antromorfiska djur utgör de dominerande arterna. I det feodala Japan stöter han på Miyamoto Usagi. |  |                             |  |             |                  |  |  |                  |  |        |  |  |
| 75 |  | "The Real World Part Two"   |  | Roy Burdine | Michael Ryan     |  |  | 2 april 2005     |  |        |  |  |
| Leonardo och Miyamoto Usagi beger sig till Battle Nexus för att söka hjälp av Daimyo. |  |                             |  |             |                  |  |  |                  |  |        |  |  |
| 76 |  | "Bishop's Gambit"           |  | Roy Burdine | Greg Johnson     |  |  | 9 april 2005     |  |        |  |  |
| Agent Bishop tillfångatar Splinter. |  |                             |  |             |                  |  |  |                  |  |        |  |  |
| 77 |  | "Exodus Part One"           |  | Roy Burdine | Christopher Yost |  |  | 16 april 2005    |  |        |  |  |
| Shredder förbereder sig för att lämna Jorden. När invånarna i New York City hyllar Oroku Saki för hans ekonomiska stöd i samband med reparationen efter triceratonernas invasion måste sköldpaddorna smyga sig in i Shredders högkvarter. Titelreferens: Exodus |  |                             |  |             |                  |  |  |                  |  |        |  |  |
| 78 |  | "Exodus Part Two"           |  | Roy Burdine | Greg Johnson     |  |  | 23 april 2005    |  |        |  |  |
| Sköldpaddorna och Splinter tar sig in i Shredders stjärnfarkost. Titelreferens: Exodus |  |                             |  |             |                  |  |  |                  |  |        |  |  |

### Fotnoter
1. ↑  "Master Splinter" (16 mars 2012). ”4 Kids Season 3 – Episode 053 (Space Invaders Part One)” (på engelska). Mutant Ooze. http://mutantooze.org/wiki/4kids-season-3-episode-053-space-invaders-part-1/. Läst 17 december 2015.
2. ↑  "Master Splinter" (16 mars 2012). ”4 Kids Season 3 – Episode 054 (Space Invaders Part Two)” (på engelska). Mutant Ooze. http://mutantooze.org/wiki/4kids-season-3-episode-054-space-invaders-part-2/. Läst 17 december 2015.
3. ↑  "Master Splinter" (16 mars 2012). ”4 Kids Season 3 – Episode 055 (Space Invaders Part Three)” (på engelska). Mutant Ooze. http://mutantooze.org/wiki/4kids-season-3-episode-055-space-invaders-part-3/. Läst 17 december 2015.
4. ↑  "Master Splinter" (16 mars 2012). ”4 Kids Season 3 – Episode 056 (Worlds Collide Part One)” (på engelska). Mutant Ooze. http://mutantooze.org/wiki/4kids-season-3-episode-056-worlds-collide-part-1/. Läst 17 december 2015.
5. ↑  "Master Splinter" (16 mars 2012). ”4 Kids Season 3 – Episode 057 (Worlds Collide Part Two)” (på engelska). Mutant Ooze. http://mutantooze.org/wiki/4kids-season-3-episode-057-worlds-collide-part-2/. Läst 17 december 2015.
6. ↑  "Master Splinter" (16 mars 2012). ”4 Kids Season 3 – Episode 058 (Worlds Collide Part Three)” (på engelska). Mutant Ooze. http://mutantooze.org/wiki/4kids-season-3-episode-058-worlds-collide-part-3/. Läst 17 december 2015.
7. ↑  "Master Splinter" (16 mars 2012). ”4 Kids Season 3 – Episode 059 (Touch and Go)” (på engelska). Mutant Ooze. http://mutantooze.org/wiki/4kids-season-3-episode-059-touch-go/. Läst 17 december 2015.
8. ↑  "Master Splinter" (16 mars 2012). ”4 Kids Season 3 – Episode 060 (Hunted)” (på engelska). Mutant Ooze. http://mutantooze.org/wiki/4kids-season-3-episode-060-hunted/. Läst 17 december 2015.
9. ↑  "Master Splinter" (16 mars 2012). ”4 Kids Season 3 – Episode 061 (Hate)” (på engelska). Mutant Ooze. http://mutantooze.org/wiki/4kids-season-3-episode-061-h-a-t-e/. Läst 17 december 2015.
10. ↑  "Master Splinter" (16 mars 2012). ”4 Kids Season 3 – Episode 062 (Nobody's Fool)” (på engelska). Mutant Ooze. http://mutantooze.org/wiki/4kids-season-3-episode-062-nobodys-fool/. Läst 17 december 2015.
11. ↑  "Master Splinter" (16 mars 2012). ”4 Kids Season 3 – Episode 063 (New Blood)” (på engelska). Mutant Ooze. http://mutantooze.org/wiki/4kids-season-3-episode-063-new-blood/. Läst 17 december 2015.
12. ↑  "Master Splinter" (16 mars 2012). ”4 Kids Season 3 – Episode 064 (The Lesson)” (på engelska). Mutant Ooze. http://mutantooze.org/wiki/4kids-season-3-episode-064-the-lesson/. Läst 17 december 2015.
13. ↑  "Master Splinter" (16 mars 2012). ”4 Kids Season 3 – Episode 065 (The Christmas Aliens)” (på engelska). Mutant Ooze. http://mutantooze.org/wiki/4kids-season-3-episode-065-the-christmas-aliens/. Läst 17 december 2015.
14. ↑  "Master Splinter" (16 mars 2012). ”Kids Season 3 – Episode 066 (The Darkness Within)” (på engelska). Mutant Ooze. http://mutantooze.org/wiki/4kids-season-3-episode-066-the-darkness-within/. Läst 17 december 2015.
15. ↑  "Master Splinter" (16 mars 2012). ”4 Kids Season 3 – Episode 067 (Mission of Gravity)” (på engelska). Mutant Ooze. http://mutantooze.org/wiki/4kids-season-3-episode-067-mission-of-gravity/. Läst 17 december 2015.
16. ↑  "Master Splinter" (16 mars 2012). ”4 Kids Season 3 – Episode 068 (The Entity Below)” (på engelska). Mutant Ooze. http://mutantooze.org/wiki/4kids-season-3-episode-068-the-entity-below/. Läst 17 december 2015.
17. ↑  "Master Splinter" (16 mars 2012). ”4 Kids Season 3 – Episode 069 (Time Travails)” (på engelska). Mutant Ooze. http://mutantooze.org/wiki/4kids-season-3-episode-069-time-travails/. Läst 17 december 2015.
18. ↑  "Master Splinter" (16 mars 2012). ”4 Kids Season 3 – Episode 070 (Hun on the Run)” (på engelska). Mutant Ooze. http://mutantooze.org/wiki/4kids-season-3-episode-070-hun-on-the-run/. Läst 17 december 2015.
19. ↑  "Master Splinter" (16 mars 2012). ”4 Kids Season 3 – Episode 071 (Reality Check)” (på engelska). Mutant Ooze. http://mutantooze.org/wiki/4kids-season-3-episode-071-reality-check/. Läst 17 december 2015.
20. ↑  "Master Splinter" (16 mars 2012). ”4 Kids Season 3 – Episode 072 (Across the Universe)” (på engelska). Mutant Ooze. http://mutantooze.org/wiki/4kids-season-3-episode-072-across-the-universe/. Läst 17 december 2015.
21. ↑  "Master Splinter" (16 mars 2012). ”4 Kids Season 3 – Episode 073 (Same as It Never Was)” (på engelska). Mutant Ooze. http://mutantooze.org/wiki/4kids-season-3-episode-073-same-as-it-never-was/. Läst 17 december 2015.
22. ↑  "Master Splinter" (16 mars 2012). ”4 Kids Season 3 – Episode 074 (The Real World Part One)” (på engelska). Mutant Ooze. http://mutantooze.org/wiki/4kids-season-3-episode-074-the-real-world-part-1/. Läst 17 december 2015.
23. ↑  "Master Splinter" (16 mars 2012). ”4 Kids Season 3 – Episode 075 (The Real World Part Two)” (på engelska). Mutant Ooze. http://mutantooze.org/wiki/4kids-season-3-episode-075-the-real-world-part-2/. Läst 17 december 2015.
24. ↑  "Master Splinter" (16 mars 2012). ”4 Kids Season 3 – Episode 076 (Bishop's Gambit)” (på engelska). Mutant Ooze. http://mutantooze.org/wiki/4kids-season-3-episode-076-bishops-gambit/. Läst 17 december 2015.
25. ↑  "Master Splinter" (16 mars 2012). ”4 Kids Season 3 – Episode 077 (Exodus Part One)” (på engelska). Mutant Ooze. http://mutantooze.org/wiki/4kids-season-3-episode-077-the-exodus-part-1/. Läst 17 december 2015.
26. ↑  "Master Splinter" (16 mars 2012). ”4 Kids Season 3 – Episode 078 (Exodus Part Two)” (på engelska). Mutant Ooze. http://mutantooze.org/wiki/4kids-season-3-episode-078-the-exodus-part-2/. Läst 17 december 2015.